# Celso Favaretto
Celso Favaretto é um pesquisador brasileiro, nascido na zona rural de Colina, no estado de São Paulo. Em 1968, graduou-se em Filosofia pela Pontifícia Universidade Católica de Campinas. É professor aposentado da Faculdade de Educação da Universidade de São Paulo. Publicou dois livros, frutos de suas pesquisas de mestrado e doutorado: Tropicália: Alegoria, Alegria, lançado em 1979 e A invenção de Hélio Oiticica, em 1992.